# Alice Le Clerc
Alice Le Clerc (2 de fevereiro de 1576 – 9 de janeiro de 1622), conhecida como Madre Alice, foi a fundadora das Cônegas de Santo Agostinho da Congregação de Nossa Senhora, uma ordem religiosa fundada para fornecer educação a meninas, especialmente as que vivem em pobreza. Eles abriram escolas de Nossa Senhora em toda a Europa. Filhas desta ordem espalharam sua missão e seu espírito ao redor do mundo. Ela foi beatificada pela Igreja Católica em 1947.

## Biografia

### Juventude
Alix (a forma local de Alice) le Clerc nasceu numa família rica em Remiremont, no independente Ducado da Lorena, então parte do Sacro Império Romano. Ela foi uma garota vivaz que amava música e dança e passava as noites festejando com amigos. Quando ela tinha 18 anos, sua família se mudou para Mattaincourt, um pólo de fabricação.

### Conversão
Três anos depois, uma doença repentina confinou Alice em sua cama. Enquanto acamada, seu único material de leitura era um livro devocional. Pela leitura e pela reflexão que pôde fazer enquanto se recuperava de sua doença, Le Clerc começou a sentir a necessidade de uma mudança em sua vida. Ela se aproximou do pároco da cidade, Dom Pedro Fourier, CRSA, com quem compartilhou essa crescente convicção da necessidade de uma nova direção em sua vida, mas que nenhuma das ordens religiosas a atraía
Uma suposta visão de Nossa Senhora respondeu às suas perguntas e deu-lhe a direção que procurava, pois ela se sentia chamada a cuidar das filhas dos pobres da região, que tinham pouco ou nenhum acesso à educação. Apoiada por Fourier, que já via a necessidade urgente disso entre a população rural de sua paróquia, ela resolveu comprometer sua vida com esse objetivo. Juntaram-se a ela nessa empreitada quatro de suas amigas, com as quais Alice estabeleceu uma comunidade na qual podiam seguir vidas de simplicidade, de oração e de respeito à presença de Deus em cada moça que recebessem para educar.

### Fundadora
No dia de Natal de 1597, Le Clerc e suas companheiras fizeram votos particulares na igreja paroquial perante Fourier. A pequena comunidade abriu sua primeira escola em julho seguinte em Poussay, onde ofereceu educação gratuita às moças do ducado. A expansão de seu trabalho se desenvolveu rapidamente, com comunidades sendo abertas em Mattaincourt (1599), Saint-Mihiel (1602), Nancy (1603), Pont-à-Mousson (1604), Verdun e Saint-Nicolas-de-Port (1605) . Todas as escolas receberam o nome de Notre-Dame, isto é, Nossa Senhora.
Le Clerc estabeleceu-se em Nancy, capital do ducado, e dedicou-se ao cuidado das meninas que frequentavam as escolas da nova congregação. Ao mesmo tempo, trabalhando com grandes obstáculos, ela e Fourier desenvolveram o estatuto para a nova congregação, através do qual as comunidades podiam ser reconhecidas legalmente pela Igreja e pelo Estado.
A visão que Le Clerc e Fourier tinham era a de que as escolas dariam educação gratuita a todas, pobres e ricas, e todas as meninas seriam bem-vindas, independentemente de serem católicas ou protestantes. Além disso, as outras necessidades de seus locais seriam atendidas, com visitas aos doentes e aos pobres. Eles encontraram resistência a essa forma de vida aberta por parte da hierarquia, que não via com bons olhos que elas lecionassem fora da clausura. Em consulta com as primeiras Irmãs, especialmente Le Clerc, a forma final das Constituições que Fourier escreveu deu uma resposta inovadora a isso, permitindo dois modos de vida para as mulheres que desejavam seguir os objetivos da congregação. De acordo com a prática antiga, cada comunidade seria autônoma, sujeita ao bispo local, e cada uma teria que buscar esse reconhecimento formal por conta própria das autoridades religiosas locais. As casas deveriam ter duas formas, todas seguindo o Regimento de Santo Agostinho, bem como as Constituições:
- Os mosteiros cujos membros fariam votos públicos (cônegas) e observariam um claustro monástico completo, usando o hábito da congregação.
- Os mosteiros cujos membros fariam votos privados (filhas/irmãs da congregação) e estariam livres para deixarem o mosteiro com a aprovação dos superiores da casa para qualquer propósito legítimo, como ir à confissão, participar da Missa quando não pudessem fazê-lo no mosteiro ou participar de obras de caridade. Eles não usariam o hábito religioso da congregação, mas um desenvolvido para essa comunidade.

A primeira aprovação para as Constituições foi em 6 de março de 1617, do Bispo de Toul, a cuja diocese Nancy pertencia à época, como resultado do que se tornou o primeiro mosteiro da congregação. Le Clerc e os membros daquela comunidade professaram votos públicos em 2 de dezembro de 1618, momento em que ela tomou o nome religioso de Teresa de Jesus, depois do grande fundadora dos carmelitas. Imediatamente após a cerimônia, Fourier foi ter com os superiores reunidos das várias casas e distribuiu cópias das Constituições aprovadas para estudo e observância. Logo depois disso, as cônegas de Nancy realizaram suas primeiras eleições formais e Le Clerc foi eleita priora da comunidade.
Le Clerc supervisionou o desenvolvimento da congregação quando as várias casas, cada uma por sua vez, foram formalmente reconhecidas. Durante o resto de sua vida, ela liderou o desenvolvimento dos aspectos espirituais e práticos da vida das cônegas nos vários mosteiros. Ela visitava cada nova comunidade, para incutir nelas o espírito de sua fundação, dizendo-lhes: Que Dieu soit votre amour entier! (Que Deus seja seu único amor!), refletindo a profunda vida espiritual que ela mantinha no meio de suas responsabilidades na congregação.

### Morte e veneração
Le Clerc morreu em 9 de janeiro de 1622, no mosteiro de Nancy. Seu corpo foi sepultado no cemitério do mosteiro num caixão de chumbo.
A causa de sua canonização foi iniciada na última metade do século, mas prosseguiu lentamente. O mosteiro em Nancy foi destruído durante os levantes da Revolução Francesa, e os vestígios de sua sepultura foram perdidos. Com o restabelecimento das instituições católicas na França, no início do século XIX, a causa foi retomada, mas enfrentou a dificuldade de não haver restos, normalmente necessários durante o processo. Muitos esforços foram feitos por diversos padres para encontrar os restos de Le Clerc nos arredores do antigo claustro do mosteiro durante o próximo século, sem sucesso.
Apesar deste empecilho, a Santa Sé decidiu prosseguir com a beatificação de Madre Teresa de Jesus. Isso foi feito pelo Papa Pio XII em 4 de maio de 1947.

#### Encontrando seus restos mortais
Pouco depois da declaração de sua santidade pela Igreja Católica, em 1950, um grupo de jovens estudantes em Nancy estava explorando o porão de um edifício na cidade e encontrou um caixão de chumbo enterrado a cerca de 1,5m abaixo do solo.
Em 1960, os restos mortais foram identificados conclusivamente como os da Bem-Aventurada Alice e colocados para veneração na capela da escola de Nossa Senhora local. Uma capela especial foi finalmente construída para os restos mortais na catedral e eles foram transferidos para lá em 14 de outubro de 2007, onde estão disponíveis para veneração pelo público.

## Legado
A congregação se espalhou por toda a França, à qual o ducado foi anexado à força na década de 1630. Passados trinta anos da morte de Le Clerc, o mosteiro estabelecido em Troyes foi fundamental para a extensão de sua visão ao Novo Mundo. Através de uma conexão com o governador de Fort Ville-Marie, na colônia da Nova França, as cônegas se ofereceram para educar suas filhas, mas ele sentiu que essa colônia não era capaz de dar suporte a uma comunidade de professoras enclausuradas naquele estágio de seu desenvolvimento. Em vez disso, recrutaram Marguerite Bourgeoys, presidente de uma associação ligada à comunidade, para levar esse serviço à colônia. Ela foi para lá em 1653 e, em cinco anos, seu trabalho levou à fundação da Congregação de Nossa Senhora de Montreal, um instituto aberto de irmãs religiosas com o mesmo objetivo de educação gratuita para os pobres. Hoje eles têm 1.150 irmãs servindo em todo o mundo.
A congregação também se espalhou para outras regiões da Europa quando enfrentou um século de revolta, começando com a Revolução Francesa, que fechou muitas de suas casas. Na Europa Central, as comunidades estavam dispersas, indo e voltando entre a Alemanha (fundada em 1640) e a Boêmia. Desse caos, Theresa Gerhardinger, uma ex-aluna do mosteiro suprimido em Stadtamhof, fundou as Irmãs Escolares de Nossa Senhora no Reino da Baviera em 1833. Atualmente, ela possui 3.500 membros trabalhando em mais de 30 países ao redor do mundo.
Na época da canonização de Fourier, em 1897, trinta mosteiros da congregação ainda funcionavam na Europa. Nas décadas seguintes, a congregação se expandiu para a América do Sul, para a África e para a Ásia, e agora serve em 43 nações. Sua missão se expandiu para incluir trabalho pelos direitos humanos, como a proteção dos direitos dos migrantes e a promoção da justiça para os países em desenvolvimento. O Capítulo Geral de 2008 reconheceu formalmente os muitos grupos de ex-alunas e associadas da congregação que surgiram em todo o mundo como parceiros completos na herança de Fourier e Le Clerc.